# Onzon
L'Onzon est une petite rivière française qui coule dans le département de la Loire. C'est le plus important affluent du Furan, donc un sous-affluent de la Loire.

## Géographie
La longueur de son cours d'eau est de 15,9 km.
Il prend sa source sur la commune de Saint-Christo-en-Jarez, puis traverse les communes de Sorbiers, La Talaudière et La Tour-en-Jarez. Après une première partie "rurale", le cours de la rivière à partir de Sorbiers entre dans la partie urbaine de son parcours jusqu'à sa confluence avec le Furan. Cette dernière se fait au lieu-dit Moulin Picon à la croisée des communes de Saint-Priest-en-Jarez et l'Étrat, à quelques hectomètres de la limite communale de Saint-Étienne. Les six communes traversées totalisent 25 835 habitants en 2008.

## Départements et villes traversées
- Loire : Saint-Christo-en-Jarez, Sorbiers, La Talaudière, La Tour-en-Jarez, Saint-Priest-en-Jarez, l'Étrat.